# Sympistis khepri
Sympistis khepri là một loài bướm đêm thuộc họ Noctuidae. Loài này có ở Arizona.